# Liste de films ayant la peinture pour thème
 (juin 2024).
- Si vous ne connaissez pas le sujet, laissez ce bandeau (vous pouvez alors contacter les auteurs).
- Si vous supprimez le contenu mis en cause (vous pouvez préalablement contacter les auteurs),

argumentez précisément cette suppression dans la page de discussion
(un manque de référence n'est pas un argument ; une recherche réelle de référence doit avoir été effectuée, être formellement documentée).
Cette liste de films ayant la peinture pour thème recense les œuvres cinématographiques qui abordent les questions propres à la création des arts visuels, aux milieux de l'art (dont les musées, les galeries ou les salles de vente). Elle prend également en compte tous les films qui ont pour objet principal de leur intrigue un ou plusieurs tableaux.

## Films francophones
- La Chienne (1931) de Jean Renoir[1]
- La Main du diable (1943) de Maurice Tourneur
- Le Mystère Picasso (1956) d'Henri-Georges Clouzot[2]
- Les Amants de Montparnasse (aussi connu sous le nom de Montparnasse 19) (1958) de Jacques Becker
- Les Demoiselles de Rochefort (1967) de Jacques Demy
- La Belle Noiseuse (1991) de Jacques Rivette, adaptation de la nouvelle Le Chef-d'œuvre inconnu d'Honoré de Balzac (1831)[3]
- Van Gogh (1991) de Maurice Pialat[2].
- Camille Claudel (1998) de Bruno Nuytten[2].
- Séraphine (2008) de Martin Provost[2].
- Le Tableau (2011) de Jean-François Laguionie
- Cézanne et moi (2016) de Danièle Thompson[4]
- Visages, Villages (2017) d'Agnès Varda et JR[2].
- Portrait de la jeune fille en feu (2019) de Céline Sciamma
- Un coup de maître (2023) de Rémi Bezançon
- Le Tableau volé (2024) de Pascal Bonitzer

## Films non francophones
- La Rue rouge (1945) de Fritz Lang[1]
- Le Portrait de Dorian Gray (1945) d'Albert Lewin, adaptation du roman homonyme d'Oscar Wilde
- Un Américain à Paris (1951), de Vincente Minnelli
- La Vie passionnée de Vincent van Gogh (1956) de Vincente Minnelli, adaptation du roman homonyme d'Irving Stone
- Edvard Munch, la danse de la vie (1974) de Peter Watkins[2].
- Meurtre dans un jardin anglais (1982) de Peter Greenaway
- Rêves (1990) d'Akira Kurosawa
- Le Carré noir (1992) de Youri Moroz, adaptation du roman La Foire à Sokolniki de Friedrich Neznansky
- Pan Yuliang artiste peintre (1994) de Huang Shuqin
- Frida (2002) de Julie Taymor[2].
- La Jeune Fille à la perle (2003) de Peter Webber[2].
- Faites le mur ! (2010) de Banksy[2].
- The Grand Budapest Hotel (2014) de Wes Anderson
- Big Eyes (2014) de Tim Burton
- Mr. Turner (2014) de Mike Leigh[2].
- La Femme au tableau (2015) de Simon Curtis
- Maudie (2016) de Aisling Walsh
- Alberto Giacometti, The Final Portrait (2017) de Stanley Tucci
- The Square (2017) de Ruben Östlund[2].
- At Eternity's Gate (2018), de Julian Schnabel
- Le Dernier Vermeer (2018) de Dan Friedkin
- Un coup de maître (2018) de Gaston Duprat
- L'Œuvre sans auteur (2018) de Florian Henckel von Donnersmarck
- The French Dispatch (2021) de Wes Anderson
- La Vie extraordinaire de Louis Wain (2021) de Will Sharpe
- Le Carré noir (2021) de Peter Meister[5]